# Denychiwka
Denychiwka (ukr. Денихівка) – wieś na Ukrainie, w obwodzie kijowskim, w rejonie białocerkiewskim.

## Urodzeni
- Kazimierz Józef Dunin Markiewicz